# Маріано Мельгар
Маріа́но Лоре́нсо Мельга́р Вальдів'є́со (ісп. Mariano Lorenzo Melgar Valdivieso; 1791-1815) — перуанський поет, перекладач і художник XIX століття. Борець за незалежність Перу. Один із основоположників національної поезії Перу і один з найвидатніших перуанських поетів-романтиків; автор ліричних віршів-яраві, сонетів і байок.

## Біографія
Брат Хосе Фабіо Мельгара Вальдів'єсо. Здобув освіту при монастирі Сан-Франциско. Закінчив духовну семінарію Сан-Херонімо.
У 1811 році вирушив до Ліми, щоб вивчати право. Знався добре на історії, географії, філософії та математиці.
У 1814 році приєднався до національно-визвольного руху. Брав участь у битві з Апакетою при Арекіпі, битві при Умачірі, в якій Мельгар виявив мужність, командуючи артилерією революційної армії. Патріотів перемогли, полонили й ув'язнили, в тому числі й молодого Мельгара.
Розстріляний іспанцями (1815).

## Творчість
Мельгар розпочав літературну діяльність з наслідування поетів-неокласиків, перекладав античних авторів. Пізніше звернувся до місцевого фольклору і вперше іспанською мовою відтворив оригінальні поетичні жанри індіанців кечуа — байки та яраві (ліричні мініатюри любовного змісту). 
Елементи соціальної критики в байках Маріано Мельгара, свіжість та демократичність мовних засобів, спроби синтезувати «книжкову» та «народну» традиції ставлять його одним із основоположників національної поезії Перу.

### Твори
- Елегії
  - Elegía I (¿Por qué a verte volví, Silvia querida?)
  - Elegía II (¡Oh dolor! ¿Cómo, cómo tan distante)
  - Elegía III (¿Por qué se aflige, si la noche llega...)
  - Elegía IV (Mustio ciprés que viste)
  - Elegía V (Cuando recuerdo los penosos días)
- Оди
  - A la libertad
  - A la soledad
  - Al sueño
  - Al autor del mar
  - Al Conde de Vista Florida
- Байки
  - "El ruiseñor y el calesero" (1811)
  - "El murciélago" (1813)
  - "Los gatos" (1815)
  - "El cantero y el asno" (1815)
  - "Las abejas" (1827)
  - "El asno cornudo" (1827)
  - "Las cotorras y el zorro" (1830)
  - "Las aves domésticas" (1831)
  - "El Sol" (1891)
  - "La ballena y el lobo
- Епістола
  - "Carta a Silvia"
- Сонети:
  - "La mujer"
  - "A Silvia"(carta de amor)
- Яраві/Yaravíes (71)